# Julien Zuppardi
Julien Zuppardi (5 aprile 1987) è un ex giocatore di football americano francese che ha giocato come linebacker.

## Palmarès
- 1 Europeo Under-19 (2006)